# Liste der Listen von Orgeln
Diese Liste enthält Listen von Orgeln nach Regionen und anderen formalen Kriterien. Instrumente einzelner Orgelbaufirmen sind in den jeweiligen Artikeln aufgeführt.

## Regional

### Deutschland
Baden-Württemberg
- Liste der Orgeln in Oberschwaben

Bayern
- Liste von Orgeln in Mittelfranken
- Liste der Orgeln in München
- Liste der Orgeln in Niederbayern
- Liste von Orgeln in Oberbayern
- Liste von Orgeln in Oberfranken
- Liste von Orgeln in der Oberpfalz
- Liste von Orgeln in Unterfranken

Berlin
- Liste der Orgeln in Berlin

Brandenburg
- Liste von Orgeln in Brandenburg
- Liste der Orgeln in Brandenburg an der Havel
- Liste der Orgeln im Landkreis Barnim
- Liste der Orgeln im Landkreis Märkisch-Oderland
- Liste der Orgeln im Landkreis Oberspreewald-Lausitz
- Liste der Orgeln im Landkreis Uckermark

Bremen
- Liste der Orgeln in der Freien Hansestadt Bremen

Hamburg
- Liste der Orgeln in Hamburg

Hessen
- Liste von Orgeln in Hessen
- Liste der Orgeln im Landkreis Gießen
- Liste der Orgeln im Lahn-Dill-Kreis
- Liste der Orgeln im Landkreis Marburg-Biedenkopf
- Liste der Orgeln im Wetteraukreis

Mecklenburg-Vorpommern
- Liste von Orgeln in Mecklenburg
- Liste von Orgeln in Vorpommern
- Liste der Orgeln im Landkreis Mecklenburgische Seenplatte

Niedersachsen
- Liste der Orgeln im Landkreis Aurich
- Liste von Orgeln in Braunschweig
- Liste der Orgeln zwischen Elbe und Weser
- Liste der Orgeln in Emden
- Liste der Orgeln im Landkreis Leer
- Liste von Orgeln in Lüneburg
- Liste der Orgeln in Oldenburg
- Liste der historischen Orgeln in Ostfriesland
- Liste von Orgeln in Südniedersachsen
- Liste der Orgeln im Landkreis Wittmund

Nordrhein-Westfalen
- Liste der Orgeln in Köln
- Liste von Orgeln im Ruhrgebiet
- Liste von Orgeln in Westfalen und Lippe

Rheinland-Pfalz
- Liste von Orgeln in der Pfalz

Saarland
- Liste von Orgeln im Saarland

Sachsen
- Liste von Orgeln in Sachsen
- Liste der Orgeln im Landkreis Bautzen
- Liste der Orgeln in Chemnitz
- Liste der Orgeln in Dresden
- Liste der Orgeln im Erzgebirgskreis
- Liste der Orgeln im Landkreis Görlitz
- Liste der Orgeln im Landkreis Mittelsachsen
- Liste der Orgeln in Leipzig
- Liste der Orgeln im Landkreis Meißen
- Liste der Orgeln im Landkreis Mittelsachsen
- Liste der Orgeln im Landkreis Sächsische Schweiz-Osterzgebirge

Sachsen-Anhalt
- Liste von Orgeln in Sachsen-Anhalt

Schleswig-Holstein
- Liste von Orgeln in Schleswig-Holstein
- Liste der Orgeln in Lübeck

Thüringen
- Liste von Orgeln in Thüringen
- Liste der Orgeln im Landkreis Weimarer Land und in der Stadt Weimar

Historische Gebiete
- Liste von Orgeln in Hinterpommern
- Liste von Orgeln in Ostpreußen
- Liste von Orgeln in Westpreußen

### Österreich
- Liste der Orgeln im Burgenland
- Liste der Orgeln in Kärnten
- Liste der Orgeln in Niederösterreich
- Liste der Orgeln in Oberösterreich
- Liste der Orgeln in Salzburg
- Liste der Orgeln in der Steiermark
- Liste von Orgeln in Tirol
- Liste der Orgeln in Vorarlberg
- Liste der Orgeln in Wien

### Tschechien
- Liste von Orgeln in der Aussiger Region
- Liste von Orgeln in der Karlsbader Region
- Liste von Orgeln in der Königgrätzer Region
- Liste von Orgeln in der Olmützer Region
- Liste von Orgeln in der Pilsner Region
- Liste von Orgeln in der Reichenberger Region

### Weitere Länder
- Liste von Orgeln in China
- Liste von Orgeln in Litauen
- Liste der Orgeln in Paris
- Liste von Orgeln in Polen
- Liste von Orgeln in Russland
- Liste von Orgeln in der Slowakei
- Liste von Orgeln in Ungarn

## Weitere Listen
- Liste von gotischen Orgeln
- Liste von Großorgeln
- Liste von Hausorgeln
- Liste von Renaissance-Orgeln